# Marano Equo
Marano Equo est une commune italienne de moins de  780 habitants, située dans la ville métropolitaine de Rome Capitale, dans la région Latium, en Italie centrale.

## Géographie
Marano Equo est situé au pied des Monts Ruffiens.

## Administration
| Période                                  | Période | Identité | Étiquette | Qualité |
| ---------------------------------------- | ------- | -------- | --------- | ------- |
|                                          |         |          |           |         |
| Les données manquantes sont à compléter. |         |          |           |         |

### Communes limitrophes
Agosta (Italie), Anticoli Corrado, Arsoli, Cervara di Roma, Rocca Canterano, Roviano